# Айтор Мартінес
Айтор Мартінес (22 серпня 1993) — іспанський плавець.
Учасник Олімпійських Ігор 2016 року.